# سرگی بابیکوف
سرگی بابیکوف (انگلیسی: Sergey Babikov؛ زادهٔ ۲۰ دسامبر ۱۹۶۷) تیرانداز اهل تاجیکستان است. وی در بازی‌های المپیک تابستانی ۲۰۰۴، ۲۰۰۸ و ۲۰۱۲ شرکت کرده است.